# Amischotolype hispida
Amischotolype hispida är en himmelsblomsväxtart som först beskrevs av Achille Richard, och fick sitt nu gällande namn av Hong De-Yuan. Amischotolype hispida ingår i släktet Amischotolype och familjen himmelsblomsväxter. Inga underarter finns listade.